# Armonia Bordes
Pour les articles homonymes, voir Bordes.
 (juillet 2015).
Si vous disposez d'ouvrages ou d'articles de référence ou si vous connaissez des sites web de qualité traitant du thème abordé ici, merci de compléter l'article en donnant les références utiles à sa vérifiabilité et en les liant à la section « Notes et références ».
Armonia Bordes est une femme politique française, membre de Lutte ouvrière, née le 3 mai 1945 à  Toulouse. Elle est députée européenne, élue sur la liste Lutte ouvrière/Ligue communiste révolutionnaire aux élections de 1999. Elle siège au groupe Gauche unitaire européenne/Gauche verte nordique de 1999 à 2004.

## Biographie
Le parcours d'Armonia Bordes est évoqué le 28 août 2012 dans l'émission de France Inter Là-bas si j'y suis présentée par Daniel Mermet et Sarah Lefèvre (d).

## Résultats électoraux

### Élections législatives
| Année | Parti | Parti | Circonscription            | 1er tour | 1er tour | 1er tour |
| Année | Parti | Parti | Circonscription            | Voix     | %        | Rang     |
| ----- | ----- | ----- | -------------------------- | -------- | -------- | -------- |
| 2002  |       | LO    | 6e de la Seine-Saint-Denis | 450      | 1,4      | 8e       |
| 2007  | 303   | LO    | 6e de la Seine-Saint-Denis | 0,9      | 11e      |          |